# غونزالو فريتاس
غونزالو فريتاس (بالإسبانية: Gonzalo Freitas)‏ (2 أكتوبر 1991 بمونتفيدو في الأوروغواي - ) هو لاعب كرة قدم أوروغواني في مركز الوسط. لعب مع بيلا فيستا ونادي ليفربول.

## وصلات خارجية
- غونزالو فريتاس على موقع قاعدة بيانات كرة القدم.إي يو (الإنجليزية)
- غونزالو فريتاس على موقع Soccerway.com (الإنجليزية)